# Ogcodes taiwanensis
Ogcodes taiwanensis este o specie de muște din genul Ogcodes, familia Acroceridae, descrisă de Evert I. Schlinger în anul 1971.
Este endemică în Taiwan. Conform Catalogue of Life specia Ogcodes taiwanensis nu are subspecii cunoscute.